# Subdivisões do Brasil
As subdivisões do Brasil existem em variados níveis e critérios classificatórios para a regionalização do país. Segundo a Constituição de 1988, o Brasil está dividido política e administrativamente em 26 estados, um distrito federal e 5 570 municípios. Estas subdivisões são entidades subnacionais com personalidade jurídica própria e certo grau de autonomia na federação brasileira. Os estados estão divididos em municípios e o distrito federal não pode ser dividido em municípios. Os Estados e o Distrito Federal são comumente referidos como "unidades federativas" (UF), embora os municípios também integrem a federação. Tais subdivisões do país estão vinculadas à forma federal de Estado vigente e cobrem todo o território brasileiro. Há outras entidades políticas e/ou administrativas no país, mas sem relação com a forma federal. Nesse sentido, estão os territórios federais e distritos estaduais e municipais, que não possuem autonomia.
Desde 1986, o programa antártico brasileiro mantém uma base no continente antártico, nomeada de "Comandante Ferraz", com a finalidade de pesquisas científicas no continente. As instalações da Base Antártica Comandante Ferraz são capazes de abrigar 46 pessoas. Essa atuação brasileira no continente não configura uma subdivisão. Entretanto, costuma ser associada à Teoria da Defrontação, obra de Therezinha de Castro sobre postulações de Estados defrontantes do Hemisfério Sul em reivindicar direitos territoriais sobre o continente antártico, através de meridianos compatíveis com seus respectivos marcos litorâneos a Leste e Oeste, até o Polo Sul.
Para além do território seco, emerso, o Brasil controla águas jurisdicionais e plataforma continental, também chamadas de Amazônia Azul. Sob competência federal, é uma área de 3 575 195,81 km², que poderá ser ampliada a 5 669 852,41 km² em face da reivindicação brasileira perante a Comissão de Limites das Nações Unidas para prolongar a plataforma continental do Brasil em 2 094 656,59 km² de solo e subsolo marinhos que o país poderá explorar.
Outras subdivisões brasileiras são as regiões, são os agrupamentos das unidades da federação em regiões com o propósito de ajudar interpretações estatísticas, implantar sistemas de gestão de funções públicas de interesse comum ou orientar a aplicação de políticas públicas dos governos federal e estadual. Essa divisão do Brasil foi elaborada pelo Instituto Brasileiro de Geografia e Estatística (IBGE) em 1970 e criou cinco regiões: Centro-Oeste, Nordeste, Norte, Sudeste e Sul. Outras formas incluem aquelas com definição ou alguma consideração legal, a exemplo das regiões hidrográficas e das regiões fiscais, como também incluem propostas de alternativas discutidas nos meios acadêmico e escolar, a exemplo dos três complexos geoeconômicos (proposta pelo geógrafo Pedro Pinchas Geiger) ou dos quatro Brasis (proposta pelos geógrafos Milton Santos e María Laura Silveira).

## História
A formação do território do que hoje chamamos Brasil, começa na partilha dos continentes a serem conquistados por portugueses e espanhóis, e também a constituição das fronteiras com os outros países da América do Sul, questão esta que somente será encerrada no século XX.

### Capitanias
As capitanias era uma forma de organização e gestão territorial do império português, como a Coroa tinha com recursos limitados foi feita a opção de delegar a tarefa de colonização e exploração de determinadas áreas a particulares, através da doação de lotes de terra, sistema utilizado inicialmente com sucesso na exploração das ilhas atlânticas. No Brasil este sistema ficou conhecido como capitanias hereditárias, tendo vigorado, sob diversas formas, durante o período colonial, do início do século XVI até ao século XVIII, quando o sistema de hereditariedade foi extinto pelo Marquês de Pombal, em 1759 (a hereditariedade foi abolida, mas a denominação capitania permaneceu).

### Províncias
As províncias foram subdivisões do território brasileiro, criadas no Reino do Brasil e herdadas pelo Império do Brasil. Foram instituídas após a transformação das capitanias em províncias ultramarinas, pelas Cortes Gerais e Extraordinárias da Nação Portuguesa, ocorrida em 28 de fevereiro de 1821, ainda no âmbito do Reino Unido de Portugal, Brasil e Algarves.
A Constituição de 1824 criou o Conselho Geral de Província o legislador das províncias que substituiu o extinto Conselho dos Procuradores das Províncias. Este conselho era composto por 21 ou 13 membros eleitos, dependendo do tamanho da população da província. Todas as "resoluções" (leis) criadas pelos conselhos precisavam da aprovação da Assembleia Geral, sem direito de recurso. Os Conselhos Provinciais também não tinham autoridade para aumentar as receitas e os seus orçamentos eram debatidos e ratificados pela Assembleia Geral. As províncias não tinham autonomia e eram inteiramente subordinadas ao governo nacional.
Com a emenda constitucional de 1834, conhecida como Ato Adicional, os Conselhos Gerais de Províncias foram suplantados pela Assembleias Legislativas Provinciais. As novas Assembleias gozavam de uma autonomia muito maior em relação ao governo nacional. A Assembleia Provincial era composta por 36, 28 ou 20 deputados eleitos, número que dependia do tamanho da população da província. A eleição de deputados provinciais seguia o mesmo procedimento usado para eleger deputados gerais para a Câmara dos Deputados.

## Atuais unidades federativas
Do ponto de vista político-administrativo, o Brasil é definido constitucionalmente como uma federação constituída pela união indissolúvel entre a União, os estados, o Distrito Federal e os municípios.
Eles possuem personalidade jurídica de direito público interno sendo autônomos entre si, ainda que não soberanos. Portanto, possuem autoadministração, autogoverno e auto-organização, ou seja, elegem seus líderes e representantes políticos e administram seus negócios públicos sem interferência de outros entes da federação. De modo a permitir a autoadministração, a constituição vigente define quais tributos podem ser coletados por cada unidade da federação e como as verbas serão distribuídas entre eles. Estados e municípios, atendendo ao desejo de sua população expresso em plebiscitos, podem dividir-se ou se unir. Porém, não têm assegurado pela constituição o direito de se tornarem independentes.
A organização político-administrativa do Estado brasileiro é determinada no terceiro título da Constituição brasileira de 1988. Chamado "Da Organização do Estado", essa parte da constituição reúne um conjunto de dispositivos destinados a determinar quais são os entes da federação (União, Estados, Distrito Federal e Municípios) e as atribuições de cada um.
Além disso, tratam das situações excepcionais de intervenção da União nos entes federativos, versam sobre administração pública e servidores públicos militares e civis, e também das regiões do país e sua integração geográfica, econômica e social. A abordagem dos dispositivos que organizam a estrutura do Estado corresponde ao Título III, que contém sete capítulos (sobre a organização político-administrativa, a união federal, os estados federados, os municípios, o distrito federal e os territórios, a intervenção federal, e a administração pública, nessa ordem) e vai do artigo de número 18 ao 43.

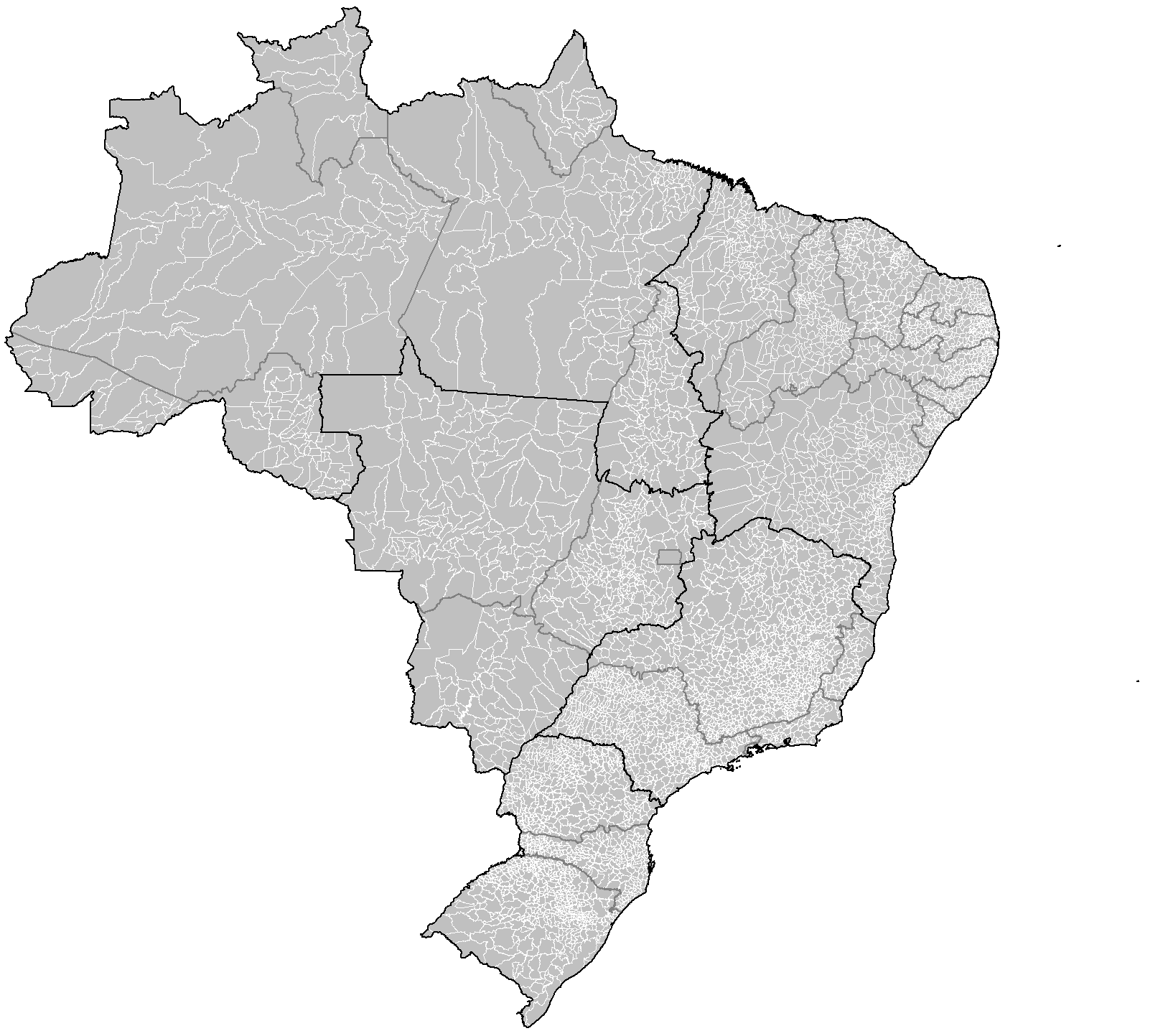
Divisão no Brasil de municípios pelos estados, além do Distrito Federal (que não é dividido em municípios). Note a alta densidade de municípios no litoral, especialmente nas regiões Sudeste, Sul e Nordeste.

Pelo artigo 18, a forma de Estado definida constitucionalmente é a de um Estado federal. O federalismo no Brasil foi introduzido por inspiração da experiência estadunidense e, desde 1988, são entes da federação brasileira a União Federal, os estados federados, os municípios e o Distrito Federal (Art. 18., caput). Há a previsão da existência de territórios federais, mas eles integram a União e não gozam de autonomia como um ente da federação (Art. 18., § 2.º). Nessa forma federal, o pacto federativo está estabelecido como indissolúvel, há repartição de rendas e competências entre os entes da federação e a autonomia implica várias ordens constitucionais respeitando essa repartição.
O artigo guarda ainda importantes conceitos sobre a criação de territórios, estados e municípios: os territórios pertencem à União, sendo sua criação, transformação em estado ou reintegração a estado dependentes de lei complementar. Os estados podem ser criados através de plebiscito ou por lei complementar, sendo que esta exige a maioria absoluta das casas do Congresso Nacional para sua aprovação.
Já a criação de municípios é estabelecida por lei estadual, dependente de período determinado por Lei Complementar Federal, e dependerão de consulta prévia, mediante plebiscito, às populações dos municípios envolvidos, após divulgação dos Estudos de Viabilidade Municipal, apresentados e publicados na forma da lei. O artigo 19 define a laicidade do Estado (não confessional, sem religião oficial), a idoneidade de documentos públicos e o princípio da isonomia entre os nacionais.
Cada estado possui a autonomia para editar sua própria constituição estadual ficando obrigado, entretanto, a observar o princípio da simetria constitucional para com a constituição federal. O Distrito Federal e os municípios editam sua lei fundamental na forma de lei orgânica.

## Regiões

### Macrorregiões
- 1  Norte
- 2  Nordeste
- 3  Centro-Oeste
- 4  Sudeste
- 5  Sul

Mapa das regiões do Brasil:

As regiões do Brasil são os agrupamentos das unidades da federação em regiões com o propósito de ajudar interpretações estatísticas, implantar sistemas de gestão de funções públicas de interesse comum ou orientar a aplicação de políticas públicas dos governos federal e estadual. Essa divisão do Brasil foi elaborada pelo Instituto Brasileiro de Geografia e Estatística (IBGE) ― órgão responsável pela regionalização estatística do espaço geográfico brasileiro ― em 1970 e criou cinco regiões: Centro-Oeste, Nordeste, Norte, Sudeste e Sul.
Na Constituição brasileira de 1988, são designadas simplesmente como "regiões" ou como "regiões macroeconômicas". Entretanto, isso não implica personalidade jurídica própria, nem os cidadãos elegem representantes da região. Não há, portanto, qualquer tipo de autonomia política das regiões brasileiras como há em outros países. Trata-se da forma de regionalização oficial do país.
Após as sucessivas atualizações da divisão de 1942 decorrentes das reconfigurações internas do federalismo, o IBGE produziu uma nova regionalização em 1969. Trata-se da versão ainda vigente que dá os contornos das regiões atuais: Bahia e Sergipe passaram a ser parte do Nordeste, enquanto Rio de Janeiro, Espírito Santo e Minas Gerais foram unidos a São Paulo na região Sudeste.
Poucos anos depois, o sul de Mato Grosso se tornou autônomo, com o nome de Mato Grosso do Sul, permanecendo parte do Centro-Oeste. Depois disso, apenas algumas mudanças pequenas foram adicionadas, com a Constituição de 1988: o norte de Goiás foi separado com o nome de Tocantins e anexado à região Norte; Roraima, Rondônia e Amapá passaram de território a estado; Fernando de Noronha passou de território federal a distrito estadual de Pernambuco.

### Geoeconômicas
- 1  Amazônia
- 2  Centro-Sul
- 3  Nordeste

Divisão geoeconômica do Brasil:

Em 1967, o geógrafo Pedro Pinchas Geiger propôs a divisão regional do Brasil em três regiões geoeconômicas ou complexos regionais. Essa divisão tem por base as características histórico-econômicas do Brasil, ou seja, os aspectos da economia e da formação histórica e regional. As três regiões geoeconômicas são:
- Amazônia, abrange uma área de aproximadamente 5,1 milhões de quilômetros (cerca de 60% do território do país) distribuídos em oito estados, constituindo-se na região geoeconômica menos populosa e com o menor PIB do país;[25]
- Centro-Sul, compreende aproximadamente 2,2 milhões de km² (cerca de 25% do território brasileiro) e abrange oito estados, sendo a primeira região geoeconômica do país em população e em PIB;[25]
- Nordeste, com uma área de cerca de 1,5 milhão km² (ou 20% do território brasileiro) em dez estados, sendo a segunda do país em população e em PIB.[25]

Para chegar a essa divisão, Geiger considerou aspectos econômicos, com base nas atividades predominantes e também as diferentes maneiras de ocupação, produção e organização do território brasileiro. As grandes regiões por ele identificadas são chamadas de regiões geoeconômicas ou complexos regionais. Essa divisão regional desconsidera os limites estaduais, representado com maior evidência as formas de ocupação e organização do território brasileiro.

### Técnico-científico-informacionais
Alternativamente às cinco regiões delimitadas pelo IBGE que vigoram no país, na década de 2000, os geógrafos brasileiros Milton Santos e Maria Laura Silveira propuseram a regionalização do Brasil em quatro macrorregiões, a partir de critérios relativos ao meio técnico-científico-informacional. Referida como "quatro Brasis", essa divisão regional é abordada no meio acadêmico.
- 1  Amazônia
- 2  Nordeste
- 3  Centro-Oeste
- 4  Concentrada

Regiões do Brasil propostas por Milton Santos e Maria Laura Silveira:

O preceito do meio técnico-científico-informacional aproveitava-se de particulares encontradas na realidade sócio-cultural brasileira que, como apontaram Milton Santos e Maria Laura Silveira, era composto das distinções existentes não apenas na geografia do país, mas também nas formas desiguais encontradas no Brasil, como o desenvolvimento econômico, social e educacional.
Milton Santos, renomado geógrafo brasileiro, destacou-se por seus trabalhos em diversas áreas da geografia, em especial nos estudos de urbanização do Terceiro Mundo. Ele e Maria Laura Silveira propuseram dividir o país nas quatro regiões a seguir:
- Região Concentrada: formada por sete estados (Espírito Santo, Minas Gerais, Paraná, Rio de Janeiro, Rio Grande do Sul, Santa Catarina e São Paulo); em comparação à divisão do IBGE, corresponde à união das regiões Sudeste e Sul;[40]
- Região Centro-Oeste: formada por quatro estados (Goiás, Mato Grosso, Mato Grosso do Sul, Tocantins) e o Distrito Federal; em comparação à divisão do IBGE, corresponde à região Centro-Oeste acrescida do Tocantins;[40]
- Região Nordeste: formada por nove estados (Alagoas, Bahia, Ceará, Maranhão, Paraíba, Pernambuco, Piauí, Rio Grande do Norte e Sergipe); em comparação à divisão do IBGE, corresponde exatamente à homônima região Nordeste;[40]
- Região da Amazônia: formada por seis estados (Acre, Amapá, Amazonas, Pará, Rondônia e Roraima); em comparação à divisão do IBGE, corresponde à região Norte se excluído o Tocantins.[40]

### Hidrográficas

Mapa do Brasil mostrando a divisão pelas doze redes hidrográficas brasileiras.

As regiões hidrográficas do Brasil são as divisões hidrográficas do país definidas segundo o Conselho Nacional de Recursos Hídricos (CNRH). Até 2003, dividia-se o território brasileiro em sete regiões hidrográficas, mas com a Resolução n.º 32, de 15 de outubro daquele ano, foi instituída a Divisão Hidrográfica Nacional, pela qual o Brasil passou a ser dividido em doze regiões.
Diferentemente das bacias hidrográficas, que podem ultrapassar as fronteiras nacionais, as regiões hidrográficas, como são estabelecidas por legislação nacional, estão restritas ao espaço territorial das 27 unidades federativas brasileiras. Para além das cinco regiões determinadas pelo Instituto Brasileiro de Geografia e Estatística (IBGE) e das três regiões geoeconômicas, elas são mais uma maneira de gerenciamento e planejamento do Brasil só que, nesse caso, com foco nos recursos hídricos e baseando-se nas bacias hidrográficas.
O Brasil é dotado de uma vasta e densa rede hidrográfica, sendo que vários de seus rios destacam-se pela extensão, largura e profundidade. Em decorrência da natureza do relevo, destacam-se os rios de planalto que apresentam em seu leito rupturas de declive e vales, entre outros aspectos, que lhes conferem um grande potencial para a geração de energia elétrica. Quanto à navegabilidade, esses rios, dado o seu perfil irregular, ficam um tanto prejudicados. Assim, faz-se necessária uma política de gestão hídrica nacional.

### Estatísticas

Regiões geográficas intermediárias e imediatas de Pernambuco.

O Instituto Brasileiro de Geografia e Estatística (IBGE) divide as unidades federativas do Brasil em regiões geográficas intermediárias e regiões geográficas imediatas para fins estatísticos de estudo, agrupando os municípios conforme aspectos socioeconômicos. As regiões geográficas intermediárias foram apresentadas em 2017, com a atualização da divisão regional do Brasil, e correspondem a uma revisão das antigas mesorregiões, que estavam em vigor desde a divisão de 1989.
As regiões geográficas imediatas, por sua vez, substituíram as microrregiões. A divisão de 2017 teve o objetivo de abranger as transformações relativas à rede urbana e sua hierarquia ocorridas desde as divisões passadas, devendo ser usada para ações de planejamento e gestão de políticas públicas e para a divulgação de estatísticas e estudos do IBGE.
De 1989 a 2017, o IBGE utilizava outra regionalização no nível inferior aos estados; eram as mesorregiões e microrregiões.

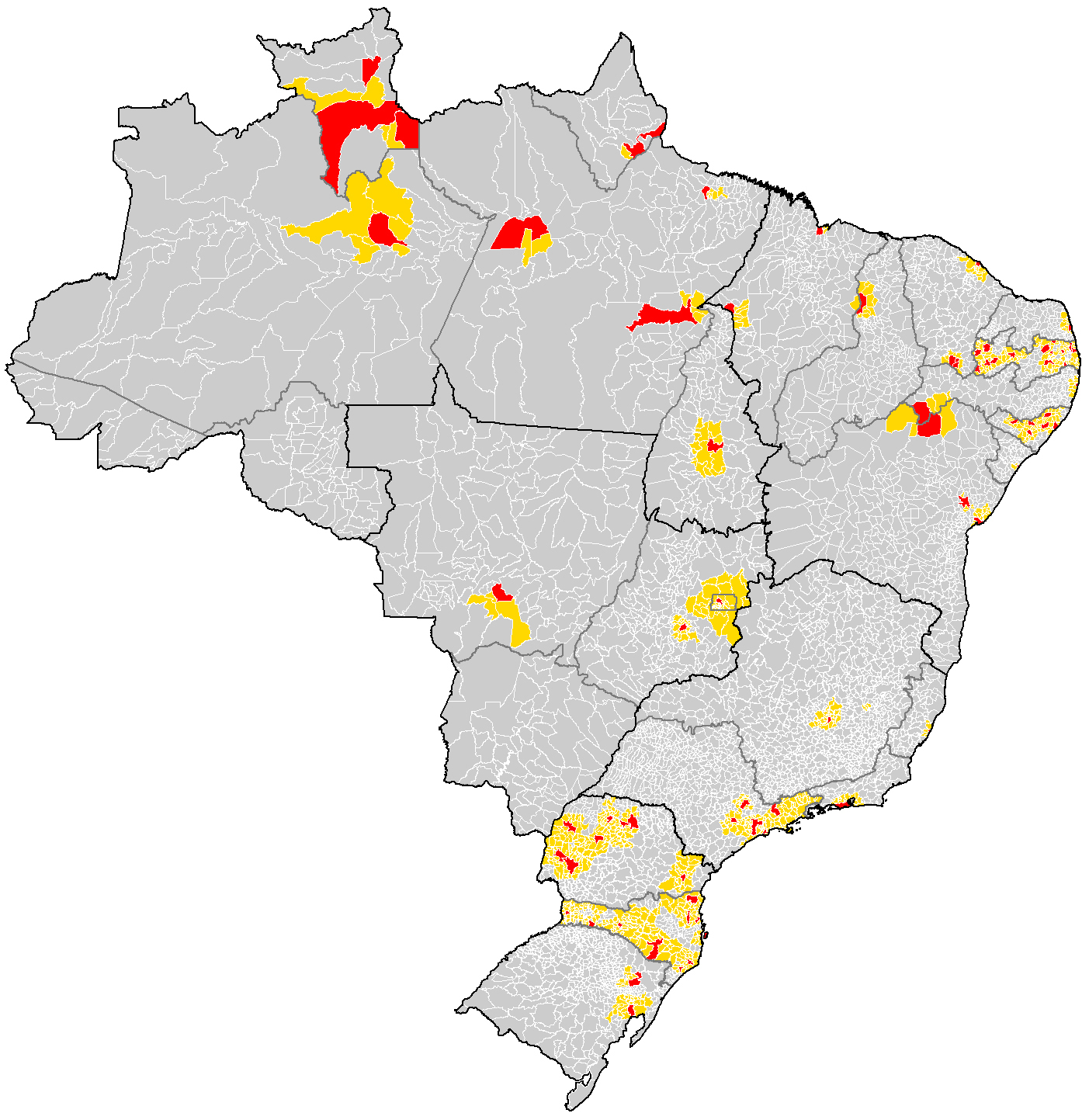
Regiões metropolitanas do Brasil

Essas subdivisões foram aprovadas por meio da Resolução PR-52 do IBGE, de 31 de julho de 1989, institucionalizadas por meio da Resolução n. 11 da Presidência do IBGE, de 5 de junho de 1990, e publicada entre os anos de 1990 e 1992 sob o título Divisão do Brasil em Mesorregiões e Microrregiões Geográficas. As mesorregiões congregavam diversos municípios de uma área geográfica com similaridades econômicas e sociais e eram utilizadas para fins estatísticos, sem constituir, portanto, uma entidade política ou administrativa. As microrregiões, de acordo com a Constituição brasileira de 1988, eram um agrupamento de municípios limítrofes cuja finalidade era integrar a organização, o planejamento e a execução de funções públicas de interesse comum, definidas por lei complementar estadual.
A divisão a partir da análise da rede urbana do Brasil, com base no estudo do IBGE chamado Regiões de Influência das Cidades (REGIC).
As regiões metropolitanas do Brasil totalizam 74, estão distribuídas por todas as grandes regiões do país e são definidas por leis federais ou estaduais. A criação de uma região metropolitana não se presta a uma finalidade meramente estatística; o principal objetivo é a viabilização de sistemas de gestão de funções públicas de interesse comum dos municípios abrangidos. Além disso, não possuem personalidade jurídica própria, nem os cidadãos elegem representantes para a gestão metropolitana.

### Fiscais

Mapa político do Brasil, mostrando sua subdivisão por regiões fiscais.

O território brasileiro, para fins de descentralização dos serviços a cargo do Ministério da Fazenda é dividido em 10 regiões fiscais, assim distribuídas:
- 1.ª Região Fiscal (RF1) — com sede em Brasília e jurisdição sobre o Distrito Federal, Goiás, Mato Grosso, Mato Grosso do Sul e Tocantins.
- 2.ª Região Fiscal (RF2) — com sede em Belém e jurisdição sobre Acre, Amapá, Amazonas, Pará, Rondônia e Roraima.
- 3.ª Região Fiscal (RF3) — com sede em Fortaleza e jurisdição sobre o Ceará, Maranhão e Piauí.
- 4.ª Região Fiscal (RF4) — com sede em Recife e jurisdição sobre Alagoas, Paraíba, Pernambuco e Rio Grande do Norte
- 5.ª Região Fiscal (RF5) — com sede em Salvador e jurisdição sobre Bahia e Sergipe.
- 6.ª Região Fiscal (RF6) — com sede em Belo Horizonte e jurisdição sobre Minas Gerais.
- 7.ª Região Fiscal (RF7) — com sede no Rio de Janeiro e jurisdição sobre o Espírito Santo e Rio de Janeiro.
- 8.ª Região Fiscal (RF8) — com sede em São Paulo e jurisdição sobre São Paulo.
- 9.ª Região Fiscal (RF9) — com sede em Curitiba e jurisdição sobre o Paraná e Santa Catarina.
- 10.ª Região Fiscal (RF10) — com sede em Porto Alegre e jurisdição sobre Rio Grande do Sul.